# امانوئل اینسوآ
امانوئل اینسوآ (انگلیسی: Emanuel Insúa؛ زادهٔ ۱۰ آوریل ۱۹۹۱) بازیکن فوتبال اهل آرژانتین است که در پست دفاع چپ برای ولز سارسفیلد بازی می‌کند.